# Alternierendes Versprinzip
Als alternierendes Versprinzip wird in der Verslehre ein Versprinzip bezeichnet, demzufolge die Alternation, der regelmäßige Wechsel von Hebung und Senkung, wesentliches Merkmal des Verses ist.
Die Konsequenz ist, dass aus der Silbenzahl eines Verses zusammen mit der Art des Reimes bzw. der Kadenz sich die metrische Form direkt ergibt. Zum Beispiel kann ein alternierender Zehnsilbler nur durch zwei Folgen von Hebungen und Senkungen realisiert werden, nämlich
◡—◡—◡—◡—◡— (jambischer Rhythmus und männliche Kadenz)
und
—◡—◡—◡—◡—◡ (trochäischem Rhythmus und weibliche Kadenz).
Dementsprechend orientiert sich die poetische Terminologie bei Literaturen mit alternierendem Versprinzip meist an der Silbenzahl. Typisch ist zum Beispiel die Angabe eines Vierzeilermetrums durch 10-11-10-11, das heißt, dass der erste und dritte Vers zehnsilbig und der zweite und vierte elfsilbig sind, wobei implizit ist, dass die Elfsilbler dann weibliche Kadenz bzw. weiblichen Endreim haben, das Reimschema muss also Kreuzreim [abab] sein. Das ausgeschriebene Strophenschema wäre demnach:
◡—◡—◡—◡—◡—

◡—◡—◡—◡—◡—◡

◡—◡—◡—◡—◡—

◡—◡—◡—◡—◡—◡
Trotz der Bedeutung der Silbenzahl ist das alternierende Versprinzip deutlich zu unterscheiden vom silbenzählenden Versprinzip, da bei diesem keine Alternation vorliegen muss und das Versmaß typischerweise bestimmt ist durch die Festlegung der Merkmale bestimmter Silbenpositionen in Strophen mit fester Silbenzahl.
Das alternierende Versprinzip gilt traditionell in der Dichtung der romanischen Sprachen (insbesondere in der französischen Literatur) und wurde ab dem 12. Jahrhundert in der deutschen Dichtung übernommen (Heinrich von Veldeke, Friedrich von Hausen, Hartmann von Aue, Gottfried von Straßburg und nach diesen Konrad von Würzburg und andere), wobei die Hebungspositionen weitgehend mit der natürlichen Silbenbetonung, also dem Wortakzent, übereinstimmten.
Ein Gegensatz zwischen alternierendem und akzentuierendem Versprinzip entsteht dann, wenn diese Übereinstimmung kaum noch berücksichtigt wird, wenn also häufig betonte Silben in Senkungsposition und unbetonte Silben in Hebungsposition erscheinen (Tonbeugung). Dies war in der deutschen Dichtung vor allem um 1600 der Fall (Paul Schede, Georg Rodolf Weckherlin, Tobias Hübner). Gegen diese als unnatürlich und dem Deutschen als unangemessen empfundenen Formen wandte sich Martin Opitz, der die Forderung nach genauer Übereinstimmung des Versakzents mit dem Wortakzent erhob, allerdings das Prinzip der Alternation beibehalten wollte.
Wenn ein solcher Gegensatz zwischen Vers- und Wortakzent nicht besteht, kann das alternierende Versprinzip als spezielle Form des akzentuierenden Versprinzips betrachtet werden, man spricht dann auch von akzentuierend-alternierender Dichtung.